# بادي (مغني)
بادي (بالألمانية: Buddy)‏ هو مغني وسباك ألماني، ولد في القرن العشرين.

## وصلات خارجية
- بادي على موقع ميوزك برينز (الإنجليزية)
- بادي على موقع أول ميوزيك (الإنجليزية)
- بادي على موقع ديسكوغز (الإنجليزية)